# Otostigmus multispinosus
Otostigmus multispinosus är en mångfotingart som beskrevs av Masatoshi Takakuwa 1937. Otostigmus multispinosus ingår i släktet Otostigmus och familjen Scolopendridae.
Artens utbredningsområde är Taiwan. Inga underarter finns listade i Catalogue of Life.